# SWIN-S
SWIN-S是海尧（上海）影视传媒有限公司于2016年10月18日推出的10人男子流行演唱团体SWIN的6人组音乐小分队SWIN-S，由音乐小分队SWIN-S包括刘也、趙品霖、俞更寅、蔡徐坤、何屹繁、吾木提·吐尔逊6名成员。该组合是、除了在音乐领域集中发力外，也会在时尚、商业等领域全面发展。
2016年10月18日，SWIN-S以分队的名义正式出道，由6名成员组成。11月3日，分队SWIN-S发行首支MV《New World》；12月，SWIN-S发行首张迷你专辑《New World》。
2017年初，蔡徐坤因与依海签订的合同显失公平，无法履行。向公司提起诉讼，要求终止合同，并退出组合。随后，部分成员也陆陆续续解约退出该组合。同年，前成员蔡徐坤因不公平的合约纠纷以及个人原因退出该组合，该组合随后决定合并为九人的形式活动，不分组。随后，部分成员也陆陆续续退出组合。现在该组合以5人的形式活动。

## 成員列表
| 本名          | 出生日期 籍貫                     |
| 刘也          | 1993年11月15日 中华人民共和国吉林 |
| 赵品霖        | 1994年6月29日 中华人民共和国浙江  |
| 吾木提-吐尔逊 | 1999年7月7日 中华人民共和国新疆   |
| 蔡徐坤        | 1998年8月2日 中华人民共和国浙江   |
| 何屹繁        | 1998年8月22日 中华人民共和国四川  |
| 俞更寅        | 1996年4月28日 中华人民共和国廣東  |